# (56321) 1999 VB53
1999 في بي 53 (ويعرف أيضًا باسم (56321) 1999 في بي 53 وفق تسمية الكوكب الصغير) (بالإنجليزية: 1999 VB53)‏ هو كويكب ضمن حزام الكويكبات؛ وترتيبه 56321 من حيث الاكتشاف.
اكتُشف هذا الجُرم الفلكي بواسطة بحث لنكولن عن الكويكبات القريبة من الأرض في 3 نوفمبر 1999.

## وصلات خارجية
- (56321) 1999 VB53 في قاعدة بيانات مختبر الدفع النفاث لأجرام النظام الشمسي الصغيرة

- الاكتشاف · مخطط المدار ·  العناصر المدارية · المعلمات المادية

- (56321) 1999 VB53 على موقع ويكي سكاي: DSS2, SDSS, GALEX, IRAS, Hydrogen α, X-Ray, Astrophoto, Sky Map, Articles and images